# Castelnaud-de-Gratecambe
Castelnaud-de-Gratecambe è un comune francese di 566 abitanti situato nel dipartimento del Lot e Garonna nella regione della Nuova Aquitania.

## Società

### Evoluzione demografica
Abitanti censiti